# André Dutoit

André Dutoit, 1964

Zentralgebäude für Elektrotechnik, 1980

André Georges Dutoit (* 19. August 1913; heimatberechtigt in Moudon; † 31. März 2002) war ein Schweizer Maschinenbauingenieur und Hochschullehrer der ETH Zürich (ETH).

## Leben und Wirken
André Dutoit wurde 1957 zum ordentlichen Professor für Elektromaschinenbau berufen. Von 1964 bis 1968 war er Vorsteher der Abteilung für Elektrotechnik sowie einige Amtsperioden Vorsteher des Instituts für Elektrische Maschinen. Im Mai 1968 diskutierten Dutoit und Peter Grassmann mit 300 Studenten über die Gestaltung des Studiums.
Dutoit setzte sich intensiv für die Ausbildung der Studierenden ein. Die Elektrischen Maschinen brachte er ihnen mit umfangreichen Demonstrationen und Versuchen nahe. Zu den zahlreichen Doktoranden gehörte 1965 Mohamed Mansour, der von 1973 bis 1993 Ordinarius für Automatik an der ETH war. Für den Neubau eines Laborgebäudes für die Elektrotechnik setzte sich Dutoit ebenfalls ein und gestaltete die seinerzeit zukunftsweisenden Räume für Forschung und Praxis. Die Eremitierung erfolgte 1980. Am 28. Januar 1981 hielt Dutoit seine Abschiedsvorlesung über «Elektrische Maschinen und Energieprobleme».
Dutoit war mit Mireille Georg verheiratet und hatte mehrere Kinder. Er gehörte der evangelisch-reformierten Französischen Kirche in Zürich an.

## Belege
1. 1 2  Nachruf des Rektors Konrad Osterwalder vom 3. April 2002.
2. ↑  David Gugerli, Patrick Kupper, Daniel Speich: Die Zukunftsmaschine. Konjunkturen der ETH Zürich 1855–2005. Chronos, Zürich 2005, ISBN 3-0340-0732-9. S. 271.
3. ↑  Bildarchiv der ETH-Bibliothek: BA, TAPE D 411.
4. ↑  Traueranzeigen in der Neuen Zürcher Zeitung vom 4. April 2002.

| Personendaten    | Personendaten                                                                                               |
| ---------------- | --- |
| NAME             | Dutoit, André                                                                                               |
| ALTERNATIVNAMEN  | Dutoit, André Georges (vollständiger Name); Dutoit-Georg, André (Ehename); Dutoit, Georges André (Taufname) |
| KURZBESCHREIBUNG | Schweizer Maschinenbauingenieur und Hochschullehrer                                                         |
| GEBURTSDATUM     | 19. August 1913                                                                                             |
| STERBEDATUM      | 31. März 2002                                                                                               |